# Murrhardter Wald
Der Murrhardter Wald im baden-württembergischen Rems-Murr-Kreis ist ein Teilgebiet der naturräumlichen Haupteinheit Schwäbisch-Fränkische Waldberge. Er ist maximal 572,7 m ü. NHN hoch. Den Namen hat er von der Stadt Murrhardt an seinem Nordrand.

## Geographie

### Lage
Der Murrhardter Wald liegt in Luftlinie gut 30 km nordöstlich von Stuttgart und fast genauso weit südöstlich von Heilbronn, zwischen der Talachse des Murrtals im Norden und dem Kirnberger Wald im Osten, die beide wie der Murrhardter Wald selbst zu den Schwäbisch-Fränkische Waldberge gehören; dem Welzheimer Wald im Südosten, der Talbucht der Wieslauf, die zum Remstal zählt, im Süden, den Berglen im Südsüdwesten, die alle im Naturraum Schurwald und Welzheimer Wald liegen; sowie der Äußeren Backnanger Bucht im Neckarbecken im Westen.
Das Gebiet säumen die Orte Oppenweiler-Reichenberg im Nordwesten, Sulzbach an der Murr im Nordnordwesten, Murrhardt im Norden, Murrhardt-Fornsbach im Nordosten, Murrhardt-Kirchenkirnberg im Osten, Kaisersbach im Südosten, Kaisersbach-Ebni im Südsüdosten, Rudersberg-Klaffenbach im Süden, Auenwald-Unterbrüden im Südwesten und Backnang-Steinbach im Westsüdwesten.
Entwässert wird der Murrhardter Wald überwiegend von der Murr, die in ihm entspringt, ihn nach anfänglichem Ostnordostlauf darin verlässt und deren Tal dann nach einer markantem Kehre ihn im Norden begrenzt, um dann noch weiter im Westen in den Neckar zu münden. Der Murr läuft aus dem Murrhardter Wald an ihrem Oberlaufknick der Otterbach zu, danach neben einigen kleineren Bächen der Hörschbach in Murrhardt und der Eschelbach in einem Ortsteil von Sulzbach an der Murr, beide nun von Süden. Erst weiter abwärts in Backnang erfährt sie mit der Weißach wieder einen stärkeren Zufluss von links mit Oberläufen im Murrhardter Wald. Ein kleinerer Gebietsanteil im Süden um den größten innerhalb liegenden Ort Althütte entwässert südwärts zur Wieslauf, einem Zufluss der Rems.
Die Bäche im Inneren des Murrhardter Waldes fließeń zu großen Teilen in bewaldeten Klingen und stürzen dabei zuweilen über Felsbänke herab, wie beispielhaft der Hörschbach an seinen zwei hohen Wasserfällen.

### Berge
Zu den Bergen und Erhebungen sowie deren Ausläufern im Murrhardter Wald gehören – sortiert nach Höhe in Metern (m) über Normalhöhennull (NHN):
- Hohenstein (572,7 m),[2] 0,8 km südsüdöstlich von Sechselberg in der Gemeinde Althütte
- Zollstock (544,1 m), mit Südhang Wüstenberg, 0,8 km südwestlich des Eschelhofs im Gemeindegebiet von Sulzbach an der Murr
- Hoblersberg (539,9 m), 1,1 km südsüdöstlich von Murrhardt-Waltersberg
- Springstein (532,8 m), 0,9 km südwestlich von Murrhardt-Siebenknie

## Natur- und Landschaftsschutz, Tourismus
Der Murrhardter Wald liegt nahezu vollständig im Naturpark Schwäbisch-Fränkischer Wald.
Große Flächen von ihm sind als Landschaftsschutzgebiete ausgewiesen, darunter insbesondere das Landschaftsschutzgebiet gleichen Namens und als zweitgrößtes das Landschaftsschutzgebiet Gebiete um die Murrquellflüsse. In vier kleineren Teilen des Naturraums sind Naturschutzgebiete eingerichtet: die Hörschbachschlucht und das Strümpfelbachtal sind zwei der landschaftstypischen Keuperklingen, das Gebiet Gaab liegt am Murrknie, das Gebiet Steinhäusle schützt eine kleinere Klinge mit weiteren landschaftstypischen Wasserfällen über Felssimse härteren Gesteins. 
Der Murrhardter Wald ist ein beliebtes Wandergebiet. Der Limes-Wanderweg des Schwäbischen Albvereins (HW 6) folgt dicht der Trasse des Obergermanisch-Raetischen Limes. Auch der Georg-Fahrbach-Weg des Schwäbischen Albvereins durchquert den Murrhardter Wald. Radwanderer können auf dem Radweg Idyllische Straße und dem Deutschen Limes-Radweg durch das Waldgebiet fahren. In Nord-Süd-Richtung führen die Tourismus-Straßen Deutsche Limes-Straße und Idyllische Straße durch den Mittelgebirgswald.
Südlich von Murrhardt steht am Hang des Riesbergs (auch Rißberg genannt) auf einem Nordostsporn der hölzerne Riesbergturm. Seine Plattform bietet Ausblick über Murrhardt in seiner Talspinne und in einige gegenüber dem Murrhardter Wald ins Murrtal einmündende Seitentäler.